# Giambattista Varesco
Giambattista Varesco (parfois nommé Gianbattista, Giovanni Battista ou Girolamo Giovanni Battista) (1735-1805) était un abbé italien du XVIIIe siècle, musicien, poète et librettiste de Wolfgang Amadeus Mozart (Idomeneo, re di Creta et L'oca del Cairo). 
Parfois on le désigne sous le titre d' « abate » (abbé en italien) ou d' « abbé », en français. Il fut chapelain de la chapelle salzbourgeoise.